# Raspilla (España)
Raspilla es una entidad de población española del municipio de Yeste, perteneciente a la provincia de Albacete, en la comunidad autónoma de Castilla-La Mancha.

## Historia
Hacia mediados del siglo XIX, el lugar, ya por entonces perteneciente a Yeste, contaba con 42 cortijos. Aparece descrito en el decimotercer volumen del Diccionario geográfico-estadístico-histórico de España y sus posesiones de Ultramar de Pascual Madoz con las siguientes palabras:

RASPILLA: ald. compuesta de 42 cortijos en la prov. de Albacete, part. jud. y térm. jurisd. de Yeste.
(Madoz, 1849, p. 376)

En 2022, tenía empadronados 37 habitantes.